# アンチモン化インジウム
アンチモン化インジウム（アンチモンかインジウム、indium antimonide）は、インジウムとアンチモンからなる組成式がInSbの半導体である。

## 概要
アンチモン化インジウムの結晶構造は閃亜鉛鉱構造。

## 用途
アンチモン化インジウムは、シリコンやヒ化ガリウム (GaAs) に比べて電子移動度が高いものの、バンドギャップが0.17 eVと非常に小さいため、室温附近で十分な絶縁抵抗を取ることが出来ないのでトランジスタなどの能動素子には使えず、ホール素子、磁気抵抗効果素子や冷却して赤外線撮像素子等に用いられる。
アンチモン化インジウムは、電子の高い運動性と狭いエネルギーバンドギャップで知られ、テラヘルツの放射源として期待される。
1992年にSTS-47でスペースシャトル・エンデバー号で毛利衛がSpacelab-Jミッションで行
われた微小重力下での赤外線加熱浮遊帯域溶融法実験において単結晶の作成に成功した。